# 3576 Galina
3576 Galina è un asteroide della fascia principale. Scoperto nel 1984, presenta un'orbita caratterizzata da un semiasse maggiore pari a 2,3964551 UA e da un'eccentricità di 0,1311665, inclinata di 10,11086° rispetto all'eclittica.